# Kameroense presidentsverkiezingen (2018)

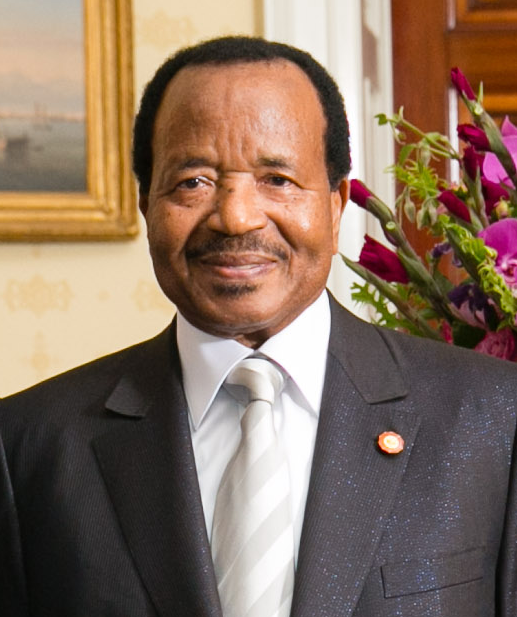
Zittend president Paul Biya werd met 71,28% van de stemmen herkozen.

De Kameroense presidentsverkiezingen van 2018 vonden op 7 oktober plaats. Bij een opkomst van 54% kreeg zittend president Paul Biya, aan de macht sinds 1982, 71% van de stemmen en werd hiermee herkozen.
| Kandidaat                       | Kandidaat                       | Partij                                           | Stemmen   | %     |
| ------------------------------- | ------------------------------- | ------------------------------------------------ | --------- | ----- |
|                                 | Paul Biya                       | Rassemblement démocratique du peuple camerounais | 2.521.934 | 71,28 |
|                                 | Maurice Kamto                   | Mouvement pour la renaissance du Cameroun        | 503.384   | 14,23 |
|                                 | Cabral Libii                    | Univers                                          | 222.020   | 6,28  |
|                                 | Joshua Osih                     | Front social démocrate                           | 118.706   | 3,36  |
|                                 | Adamou Ndam Njoya               | Union démocratique du Cameroun                   | 61.220    | 1,73  |
|                                 | Garga Haman Adji                | Alliance pour la démocratie et le développement  | 55.048    | 1,56  |
|                                 | Frankline Njifor Afanwi         | Mouvement citoyen national du Cameroun           | 23.687    | 0,67  |
|                                 | Serge Espoir Matomba            | Peuple uni pour la rénovation sociale            | 19.704    | 0,56  |
|                                 | Akere Muna                      | Mouvement NOW!                                   | 12.262    | 0,35  |
| Totaal                          | Totaal                          | Totaal                                           | 3.537.965 | 100   |
| Geldig uitgebrachte stemmen     | Geldig uitgebrachte stemmen     | Geldig uitgebrachte stemmen                      | 3.537.965 | 98,53 |
| Ongeldige stemmen/ blanco       | Ongeldige stemmen/ blanco       | Ongeldige stemmen/ blanco                        | 52.716    | 1,47  |
| Totaal aantal stemmen           | Totaal aantal stemmen           | Totaal aantal stemmen                            | 3.590.681 | 100   |
| Geregistreerde kiezers/ opkomst | Geregistreerde kiezers/ opkomst | Geregistreerde kiezers/ opkomst                  | 6.667.754 | 53,85 |
| Bron: Camtex                    |                                 |                                                  |           |       |

Presidentsverkiezingen: 1965 · 1970 · 1975 · 1980 · 1984 · 1988 · 1992 · 1997 · 2004 · 2011 · 2018 · 2025

Parlementsverkiezingen: 1964 · 1973 · 1978 · 1983 · 1988 · 1992 · 1997 · 2002 · 2007 · 2013 · 2020

Referenda: 1972